# Dope Stars Inc.
Dope Stars Inc. (afgekort: DSI.) is een Italiaanse industrialband.

## Geschiedenis
Dope Stars Inc. werd opgericht in de lente van 2003 door Victor Love (zang, synthesizer, programma's, back-up-gitaar), Darin Yevonde (basgitaar), Grace Khold (synthesizers) en Brian Wolfram (leadgitaar). In februari 2005 verliet Wolfram de band om te worden opgevolgd door Alex Vega. In 2007 verliet Grace Khold de band om persoonlijke reden; hij werd opgevolgd door Fabrice La Nuit van de gothic/newwaveband My Sixth Shadow.

## Albums
- Neuromance (2005)
- Gigahearts (2006)
- 21st Century Slave (2009)
- Ultrawired (2011) - uitgebracht in eigen beheer
- TeraPunk (2015)
- New Breed of Digital Fuckers (2015) - uitgebracht in eigen beheer
- ://Decrypted_Files (2016) - uitgebracht in eigen beheer